# Basilika Unserer Lieben Frau von Hanswijk

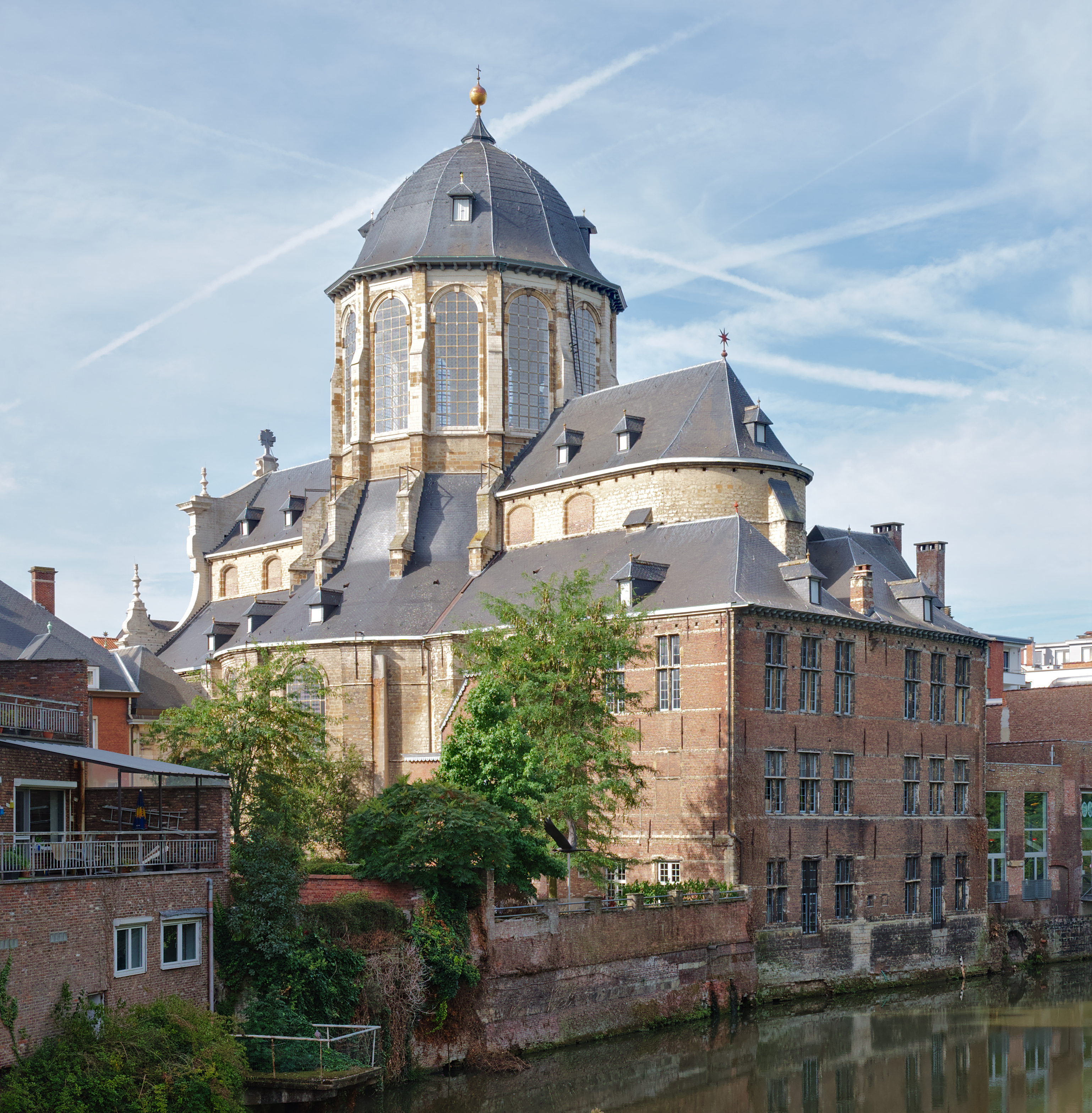
Basilika Unserer Lieben Frau von Hanswijk

Die Basilika Unserer Lieben Frau von Hanswijk (niederländisch Onze-Lieve-Vrouw van Hanswijk) ist eine römisch-katholische Kirche in Mechelen, Belgien. Die Pfarr- und Wallfahrtskirche im Erzbistum Mechelen-Brüssel mit dem Patrozinium Unserer Lieben Frau von Hanswijk trägt den Titel einer Basilica minor.

## Geschichte
Im Weiler Hanswijk, an den Ufern der Dijle, strandete im 10. Jahrhundert ein Schiff. Es wurde erst wieder frei, als jemand eine Marienstatue an das Ufer brachte. Die Bewohner beschlossen, dass Maria an dieser Stelle verehrt werden wollte. Die Kapelle wurde schnell zu einem gut besuchten Wallfahrtsort. Zum ersten Mal im Jahr 1263 wurde sie vom Dominikaner Thomas von Cantimpré erwähnt. 1381 wurde eine Kirche zur Verehrung der Marienfigur gebaut. In den Religionskämpfen im 16. Jahrhundert wurde die Kirche mit dem angrenzenden Kloster 1578 zerstört und das ursprüngliche Bild ging verloren. Das aktuelle Bild, 1,45 m hoch, ist aus Walnussholz gefertigt. Die lockigen Zöpfe fallen am Rücken und teilweise vor den Schultern. Maria hält ein Zepter in der rechten Hand, während sie links das Jesuskind trägt. Es lehnt sich an die Brust der Mutter und hält einen Apfel in der rechten Hand. Das Bildnis wird während der jährlichen Hanswijk-Prozession durch die Stadt getragen.
Die Statue wurde am 30. Juli 1876 von Kardinal Victor-Augustin-Isidore Dechamps im Auftrag von Papst Pius IX. gekrönt. 1938 wurde die Kirche unter Denkmalschutz gestellt. Papst Johannes Paul II. kam am 18. Mai 1985 zu seinem 65. Geburtstag zur Wallfahrt. 1987 erhob er die Kirche aus Anlass der Tausendjahrfeier der Wallfahrt in den Rang einer Basilica minor. 

## Basilika

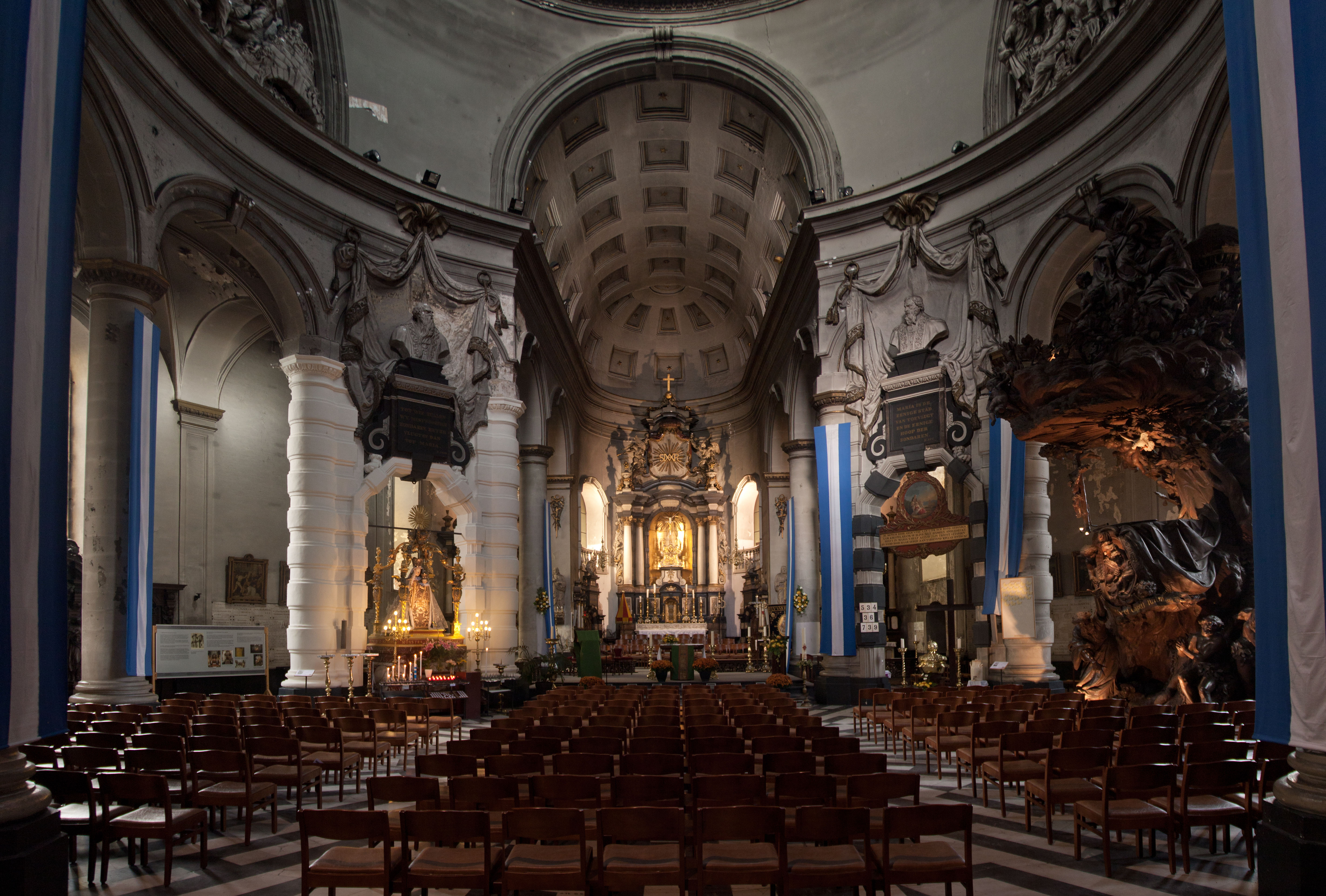
Innenraum der Basilika

Nach dem Bau einer Hallenkirche 1647 wurde die heutige barocke Kirche nach Plänen des Architekten Lucas Faydherbe zwischen 1663 und 1681 erbaut. Der Grundstein wurde 1663 von Erzbischof Andreas Cruesen gelegt. Sie wurde ab dem 30. Mai 1678 genutzt. 
Die Kirche zeigt eine ungewöhnliche Kombination von Längs- und Zentralbau. Das vom Eingang her dreischiffige Langhaus ist nach dem dritten Joch durch die breite Rotunde mit abgehenden Seitenschiffen unterbrochen. Die Säulen mussten hier während des Baus verstärkt werden. Die Rotunde hat einen Durchmesser von 15,50 Meter; die Kuppel mit dem Tambour ist 34 Meter hoch.

## Ausstattung
Die Kanzel als bedeutendstes Ausstattungsteil der Kirche wurde 1746 vom Mechelner Bildhauer Theodoor Verhaegen ausgeführt. Am unteren Rand stellen zwei lebensgroße Figuren Adam und Eva nach dem Sündenfall dar. Jahwe, ein alter Mann mit Bart, spricht zu Adam. Mit einer Hand zeigt er auf die Schlange am Boden und mit der anderen Hand auf das Medaillon im Kanzelkorb, auf dem Maria mit dem Kind abgebildet ist.
Die vier Portiken werden von Büsten der lateinischen Kirchenväter gekrönt. Die von Ambrosius von Mailand und Augustinus von Hippo stammen von Lucas Faydherbe; die von Gregor dem Großen und Hieronymus wurden 1729 vom Bildhauer Jan-Frans Boeckstuyns aus Mechelen geschaffen.
Der zentrale Boden ist mit einem Labyrinth dekoriert.

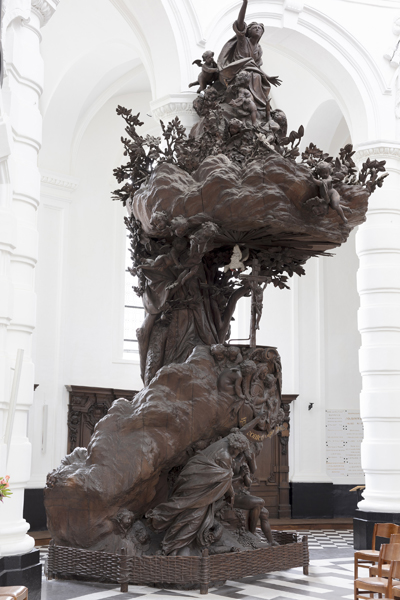
Kanzel (Theodoor Verhaegen)
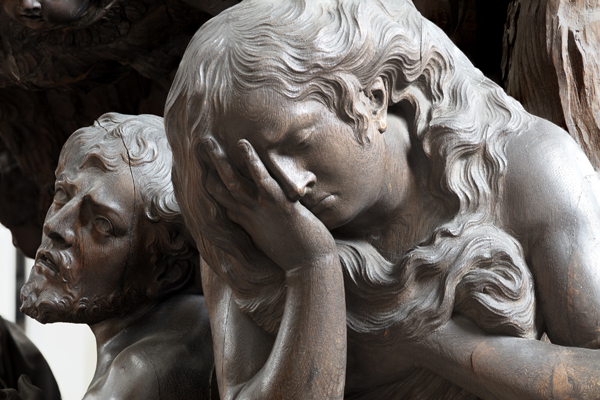
Kanzel
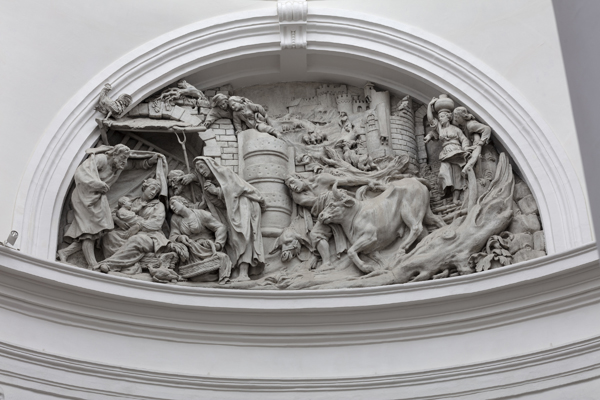
Anbetung der Hirten (Lucas Faydherbe)
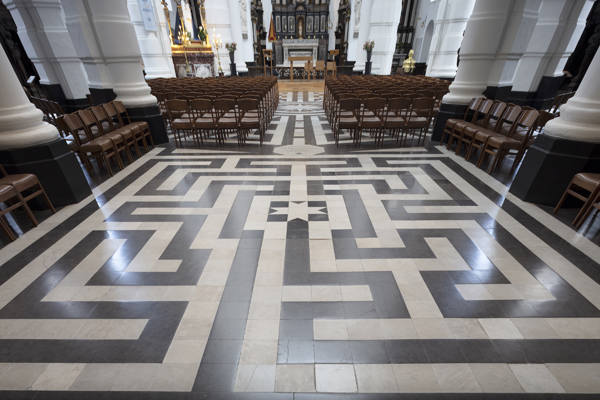
Boden Labyrinth
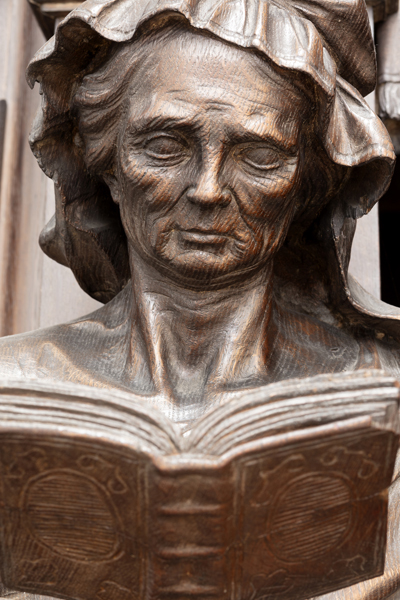
Beichtstuhl (Detail)